# جواد حسین‌زاده
جواد حسین‌زاده نیستانی (زادهٔ ۴ اردیبهشت ۱۳۵۵ تهران) اقتصاددان، مدرس، پژوهشگر و مدیر ارشد اجرایی ایرانی است که رئیس مرکز آمار ایران بوده‌است.
وی تحصیلات خود را در رشته اقتصاد در دانشگاه شهید بهشتی تهران شروع و مقطع دکترا را در رشتهٔ اقتصاد نظری واحد علوم و تحقیقات دانشگاه آزاد اسلامی گذراند. پس از اتمام تحصیلات، با درجه کارشناسی به استخدام مرکز آمار ایران درآمد و بعد از سال‌ها کسب تجربه، به معاونت دفتر آمارهای بازرگانی و خدمات، دفتر استاندارد و نظارت بر طرح‌های آماری نائل گردید. پس از چند سال کسب تجربه در سمت‌های کارشناسی، رئیس گروهی و معاونت دفاتر تخصصی، مدیریت دفاتر آمارهای بازرگانی و خدمات، دفتر استاندارد و نظارت بر طرحهای آماری، شاخص‌های قیمت و دفتر حساب‌های اقتصادی را به عهده گرفت. در سال ۱۳۹۶ براساس انتخابات درون سازمانی به سمت معاون اقتصادی و محاسبات ملی و در نهایت پس از انتخابات درون هیئت رئیسه مرکز آمار ایران، از ۱۰ تیر ۱۳۹۸ طی حکمی از طرف محمدباقر نوبخت معاون رئیس‌جمهور و رئیس وقت سازمان برنامه و بودجه به ریاست مرکز آمار ایران منصوب شد.

## تحصیلات
- دکتری اقتصاد از دانشگاه آزاد اسلامی واحد علوم و تحقیقات (تهران)
- کارشناسی ارشد اقتصاد از دانشگاه آزاد اسلامی
- کارشناسی اقتصاد از دانشگاه شهید بهشتی تهران

## کتابشناسی
- اقتصاد خلاق در ایران (۱۳۹۴)[۴]
- بررسی میزان اثربخشی دوره‌های آموزشی (۱۳۹۰)
- سنجش میزان رضایتمندی از نحوه ارایه خدمات دستگاه‌های اجرایی (۱۳۹۱)
- دستور العمل روش تهیه حسابهای منطقه ای (۱۳۹۹)[۵]